# Andossolo

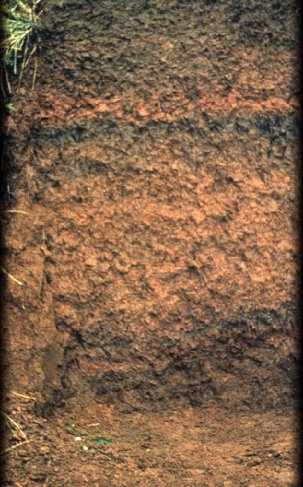
Perfil de um andossolo típico.

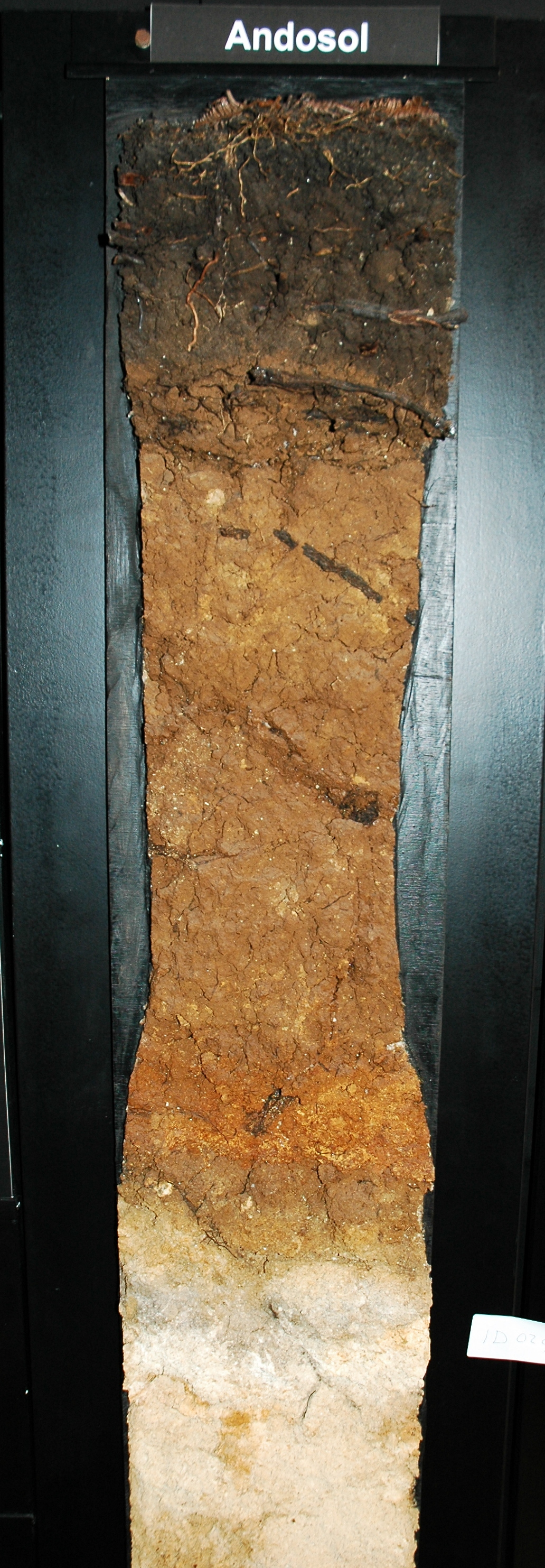
Perfil de um andossolo.

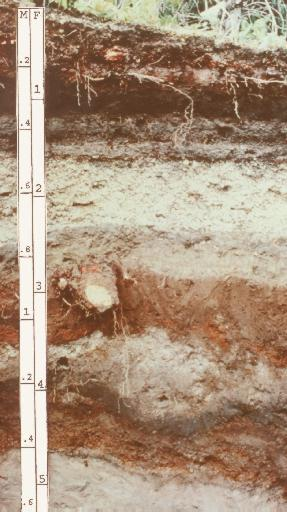
Perfil de um andossolo.

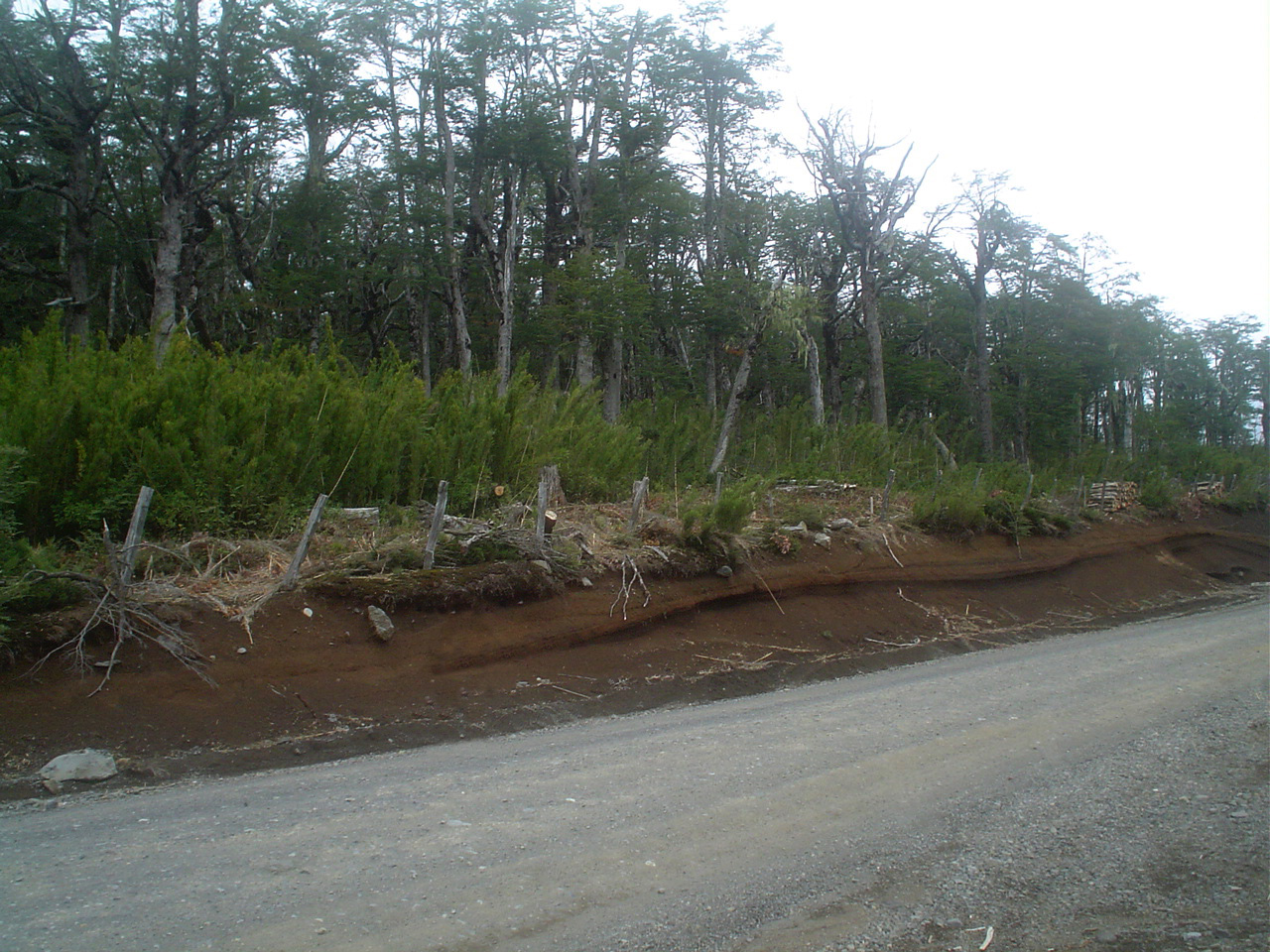
Andosolo exposto num caminho situado na base do vulcão Villarrica, no Parque Nacional Villarrica, Chile.

Andossolo ou andosol (do japonês: 暗; an, "escuro" e 土; do "solo") é um dos 32 grupos básicos de solos reconhecidos pelo sistema de classificação de solos Base de Referência Mundial para Recursos de Solos (WRB) da Organização das Nações Unidas para a Alimentação e a Agricultura (FAO), geralmente originários de materiais vulcânicos recentes, em especial de cinzas vulcânicas, de pedra-pomes e, em menor proporção, de escórias basálticas. Os andossolos são o tipo de solo mais comum na generalidade das regiões de vulcanismo recente, estimando-se que cubram cerca de 1–2% da superfície terrestre livre de gelos permanentes. Em alguns raros casos, os andossolos podem ser encontrados fora de áreas de vulcanismo activo.

## Descrição
Os andossolos são um grupo de solos de referência do sistema de classificação da Base de Referência Mundial para Recursos de Solos (World Reference Base for Soil Resources, a WRB) que agrupa solos de origem vulcânica caracterizados pela sua coloração escuro e elevada porosidade. O termo andosol é uma palavra composta a partir dos vocábulos japoneses an do que significa "solo escuro" e da raiz latina sol que significa "solo".
Estes solos desenvolvem-se a partir da alteração de cinzas e de outros materiais vulcânicos ricos em elementos vítreos. Contudo, sob condições de meteorização ácida, os andossolos também se podem formar em condições climáticas húmidas e semi-húmidas a partir de outros materiais rics em silicatos, como rochas com alto teor de minerais argilosos ou camadas de alteração do tipo ferralítico.
Os andossolos apresentam teores elevados de matéria orgânica, que podem rondar os 20% em volume, uma grande capacidade de retenção de água e (se o pH for alto) grande capacidade de troca catiónica. Estes solos ocorrem em regiões húmidas, das regiões circumpolares às regiões tropicais, e podem comportar uma grande variedade de estruturas florísticas.
Os andossolos são geralmente definidos como solos contendo altas proporções de material vítrico e materiais amorfos coloidais, incluindo alofanas, imogolite e ferrihidrite. Em consequência, nestes solos ocorre uma grande variedade de complexos de alofanas e imogolite ou húmus-alumínio.
Em consequência das suas características físico-químicas, os andosols têm baixa massa volúmica e, em geral, uma elevada capacidade de retenção de água e boa drenagem. Por serem geralmente jovens, os andossolos normalmente são muito férteis, exceto nos casos em que o fósforo é fortemente fixado (o que por vezes ocorre nos trópicos), deixando de estar biodisponível. Estes solos geralmente podem suportar cultivo intensivo, como nas áreas usadas para arroz em regime húmido em Java, sustentando algumas das populações mais densas do mundo. Outras áreas de andossolo suportam culturas de frutas, milho, chá, café ou tabaco. No Pacífico Noroeste dos EUA, os andossolos sustentam florestas muito produtivas.
Os «Andosol», enquanto classe, são equivalentes à ordem dos «Andisol» que  é usada na taxonomia de solos do Departamento de Agricultura dos Estados Unidos. Naquela taxonomia, os andossolos são integrados nos Andisol, uma ordem de solos especificamente destinada aos solos vulcânicos.

### Características
Um Andosol (na aceção da World Reference Base for Soil Resources) é um solo escuro que ocorre numa paisagem vulcânica. No sistema americano (USDA Soil Taxonomy) correspondem aos Andisols, uma das doze ordens da USDA Soil Taxonomy. No sistema japonês, o tipo de solo Kuroboku é definido de forma semelhante. No sistema francês, os solos comparáveis também são designados por Andosol ou Vitrisol.
O material original consiste em cinzas vulcânicas, tufo, pedra-pomes ou outros produtos vulcânicos, na sua maior parte amorfos. Em consequência, aa fração argilosa destes solos existem materiais de fraca ordenação estrutural, especialmente alofanas, imogolite, sílica opalina e ferrihidrite. Estes materiais conferem propriedades muito distintas das propriedades de outros solos minerais, como a baixa densidade aparente, porosidade elevada, dificuldade de dispersão, elevada capacidade de retenção de água, alteração irreversível após a secagem, grande poder de fixação de fosfatos, carga variável elevada associada a altos valores de pH em NaF e baixo teor em bases.
Esses solos ocorrem em terrenos inclinados a montanhosos em regiões vulcânicas ao redor do mundo. Os andossolos têm uma estrutura de perfil AC ou ABC: um horizonte Ah escuro de 20-50 centímetros de espessura em um horizonte B ou C castanho. Os solos mais escuros têm até 30% de matéria orgânica. Devido às propriedades físicas e químicas do solo favoráveis, a maioria dos andosols são cultivados intensivamente.
Os perfis dos andossolos podem contudo apresentar-se pouco diferenciados, sendo de tipo A-C para os Andossolos Vítricos ou de tipo A-Bw-C para os mais evoluídos. Com certa frequência, os perfis são mais complexos devido à existência de solos soterrados resultantes da intermitência da atividade vulcânica.
Em domínios climáticos marcados pela grande abundância de água, pode ainda ocorrer, a uma profundidade que varia entre 15 cm e 40 cm, a acumulação de sesquióxidos de ferro, parcialmente cimentada e, por vezes, com características de um verdadeiro horizonte plácico. Este tipo de horizonte que, de uma maneira geral, se encontra associado a condições de drenagem deficiente, pode surgir na transição entre duas camadas de igual idade e textura, sob solos orgânicos, ou mesmo em situações que envolvem descontinuidades litológicas.
Os andossolos ocupam cerca de 1-2% da superfície terrestre livre de gelos permanentes, o que corresponde a cerca de 110 milhões de hectares da superfície terrestre. As maiores concentrações destes solos ocorrem em torno do Anel de Fogo do Pacífico, com as maiores áreas no centro do Chile, Equador, Colômbia, México, Pacífico Noroeste (EUA), Japão, Java e Ilha do Norte (Nova Zelândia). Para além disso, concentrações significativas de andossolos são encontradas em outras áreas ao redor do Oceano Pacífico: costa oeste da América do Sul, América Central, Montanhas Rochosas, Alasca, Japão, Filipinas, Indonésia, Papua Nova Guiné, Nova Zelândia e ilhas como Fiji, Vanuatu, Samoa e Hawaiʻi. Na África, os andosols estão presentes em Bonde la Ufa, Ruanda, Etiópia e Madagáscar, entre outros locais. Na Europa, os andosols são encontrados na Itália, França, Alemanha e Islândia e em arquipélagos vulcânicos, como os Açores, a Madeira e as Canárias. Os andossolos são o tipo de solo mais comum nos Açores.
Andossolos fósseis são conhecidos de áreas distantes da atividade vulcânica atual que, em alguns casos, foram datados do Mesoproterozoico, 1 500 milhões de anos atrás.

### Origem e classificação
São solos derivados de cinzas vulcânicas, caracterizados pela sua mineralogia, na qual são encontrados minerais e mineraloides de ordenação curta, como imogolite e alofana. Esses solos são encontrados apenas em algumas partes do mundo, uma vez que a rápida erosão das cinzas vulcânicas é necessária para sua formação.
Os andossolos são um tipo de solo condicionado pelo material de origem. Incluem-se nesta classe os solos cuja formação é condicionada principalmente pelas características do material inicial (que pode ser uma rocha ou um material sedimentar estabilizado) e, secundariamente, por outros fatores ambientais. Esses solos são geralmente formados por materiais ricos em vidro vulcânico, geralmente encontrados em planos íngremes com declives que variam de 0% a 36%, são facilmente alteráveis e geralmente têm um horizonte superficial escuro.
Os andossolos estão intimamente relacionados com outros tipos de solos, como os Vitrosols, Vitrandosols, Vitrons e Solos vulcânicos (Pumice Soils) que são usados em diferentes sistemas de classificação dos solos. Os andossolos mal desenvolvidos são frequentemente ricos em materiais vítreos e, portanto, também designados por Andosols Vítricos (Vitric Andosols).
Na classificação do solo WRB, os andossolos são definidos como solos com propriedades ândicas ou vítricas (veja abaixo) que não possuem nenhum dos seguintes horizontes no meio metro superior:
- Horizonte do subsolo com enriquecimento argiloso (argic ou árgico);
- Horizonte dominado por caulinita e óxidos (ferralic ou ferrálico);
- Horizonte rico em ferro com pelo menos 15% de concreções de óxido de ferro (plinthic ou plíntico);
- Horizonte rico em ferro com pelo menos 40% de concreções de óxido de ferro endurecido (pisoplinthic ou pisoplíntico);
- Horizonte rico em ferro com endurecimento contínuo (petroplinthic ou petroplintico);
- Horizonte iluvial com alumínio e ferro e/ou matéria orgânica amorfa (spodic ou espódico).

Além disso, as propriedades ândicas ou vítricas devem estar presentes a começar a uma profundidade não superior a 25 cm e atingir uma espessura total de pelo menos 30 cm dentro de um metro ou ocupar pelo menos 60% da espessura do solo acima de uma camada endurecida ou do leito rochoso.
Para que um solo possa ser considerado como tendo propriedades ândicas (andic), a WRB definiu as seguintes condições:
- Ter um conteúdo de pelo menos 2% de (Alox + ½Feox);
- Ter uma densidade relativa de menos de 0,9 kg/dm3;
- Ter uma capacidade de retenção de fosfato de pelo menos 85%.

Para a determinação das condições atrás apontadas, Alox e Feox são, respetivamente, o conteúdo de alumínio e ferro determinados por extração ácida com oxalato como porcentagem do solo fino (0–2 mm) peneirado e seco a 105 °C.
As propriedades ândicas (andic) podem ser subdivididas em silândicas (silandic) e aluândicas (aluandic), dependendo do predomínio do teor de silício ou de alumínio.
Para que um solo possa ser considerado como tendo propriedades vítricas (vitric), a WRB define as seguintes condições:
- Os vidros vulcânicos terem uma participação de pelo menos 5% na fração 0,02 – 2 mm (com base no número de partículas do solo);
- O solo ter um conteúdo de pelo menos 0,4% (Alox + ½Feox);
- A capacidade de retenção de fosfato ser de pelo menos 25%.

Os andodsolos são caracterizados pela sua cor castanha a preto como breu, na sua maioria com textura grosseira conferida pelo elevado tamanho dos grãos. Sob condições húmidas, a estrutura solta do solo leva à meteorização rápida e à formação de complexos organominerais com a matéria orgânica presente no solo ou com minerais como as alofanas, ferrihidrites e imogolites. Um andossolo pode atingir vários metros de espessura.
Os andossolos são em geral solos muito férteis e fáceis de cultivar, permitindo que tipos muito diferentes de vegetação se desenvolvam neles. Costumam ser utilizados de forma intensiva na agricultura e são fáceis de trabalhar, mas devido à sua grande capacidade de absorção de água tendem a aderir quando há humidade elevada e são difíceis de movimentar. Por exemplo, cana-de-açúcar, tabaco, chá ou hortaliças são cultivados, bem como arroz se a água subterrânea estiver perto da superfície. A baixa disponibilidade típica de fosfatos é compensada pela adição de cal ou fertilizante de fosfato.
No Chile, onde estes solos são comuns, os andossolos são agupados em dois tipos que se diferenciam pela facilidade de drenagem: ñadis; e trumaos (nomes derivados de mapudungún, a língua dos mapuches). Os ñadis ocupam posições baixas na paisagem, apresentando problemas de drenagem, evidenciados por um horizonte plácico (depósito de hidratos de ferro e manganês); já os trumaos ocupam posições em morros e encostas com boa drenagem.
O segundo nível na classificação da WRB é expresso por qualificadores principais e suplementares. Os qualificadores principais mais importantes em andosols são caracterizados pelas seguintes propriedades de diagnóstico:
- Vitric — apresenta propriedades vítricas devido à presença de elevados teores de vidro vulcânico, uma indicação de que a pedogénese ainda não está muito avançada;
- Aluandic — apresenta propriedades ândicas e alto teor de complexos húmus-silicatos de alumínio, indicação de que a pedogénese está avançada, mas que por ter muita matéria orgânica e baixo pH se formaram complexos de húmus com os silicatos de alumínio presentes no material de alteração geológica;
- Silandic — apresenta propriedades ândicas e alto teor de alofanas e imogolites, indicação de que a pedogénese é avançada, mas por ter pouca matéria orgânica e um pH relativamente alto, a maioria das alofanas e imogolites não se encontram retidas em complexos organominerais. São solos muito férteis nos quais à medida que a pedogénese progride, o pH pode ser reduzido e a quantidade de matéria orgânica aumentada.

#### Subordens
Tendo em conta as condições ambientais e climáticas das regiões onde se formaram, os andossolos (Andosol na classificação) são subdivididos nas seguintes subordens:
- Aquands — Andosols com lençol freático à superfície ou próximo dela durante grande parte do ano;
- Gelands — Andosols de climas muito frios (temperatura média anual <0 °C);
- Cryands — Andosols de climas frios;
- Torrands — Andosols de climas muito secos;
- Ustands — Andosols de climas semi-áridos e sub-húmidos;
- Udands — Andosols de climas húmidos;
- Xerands — Andosols de climas temperados com verões muito secos e invernos húmidos;
- Vitrands — Andosols em regiões de pedogénese incipiente, relativamente jovens, de textura grosseira e dominados por vidro vulcânico e outros materiais vítreos.